# En Passant
En Passant is een Nederlandse schaakvereniging in Bunschoten-Spakenburg. De club werd opgericht op 12 november 1935. De naam van de vereniging verwijst naar en passant slaan, een bijzondere schaakregel. 
En Passant bezit als een van de weinige schaakclubs in Nederland een eigen speellocatie, het Denksportcentrum "En Passant" aan de Bikkersweg in Bunschoten-Spakenburg. De clubavond van En Passant is op vrijdagavond. De club heeft zo'n 70 senior-leden en nog eens 20 jeugdspelers. Externe wedstrijden van de eerste drie teams worden op zaterdag gespeeld.   

## Externe Competitie
En Passant is met meerdere teams actief in de KNSB- en de SOS-competitie. 
Het eerste team van En Passant speelde jarenlang in de Meesterklasse, de hoogste klasse in Nederland. Met grootmeesters als Erwin l'Ami en Lucas van Foreest zijn zij driemaal Nederlands Kampioen geworden, de laatste keer gebeurde dit in het seizoen 2015-2016. In die tijd maakte ook Viktor Kortschnoi zijn debuut voor En Passant. 
Na het seizoen 2021/22 besloot En Passant zich vrijwillig terug te trekken en af te dalen naar de Eerste Klasse. 

## Diverse Toernooien
En Passant organiseert ook toernooien waar niet-leden aan mee kunnen doen. Dit zijn:  
- het FishPartners Open
- het Eemlandtoernooi
- Het Vis.toernooi

## Bekende (Oud) Spelers
- Anish Giri
- Anna-Maja Kazarian
- Benjamin Bok
- Bruno Carlier
- Csaba Balogh
- David Navara
- Dick de Graaf
- Erwin l'Ami
- Friso Nijboer
- Genna Sosonko
- Hans Böhm
- Henk Vedder
- Ivan Sokolov
- Jan Smeets
- Jan Willem van de Griendt
- Lucas van Foreest
- Manuel Bosboom
- Nigel Short
- Richard Vedder
- Sopiko Guramishvili
- Viktor Kortschnoi
- Zhaoqin Peng

## Hall of Fame
In onderstaande tabel staan alle oud-clubkampioenen bij ons bekend. Richard Vedder deed daar onderzoek naar. Hier is daar meer over te lezen.
| 2019/2020 | Richard Vedder   |  | 1987/1988 | Henk Vedder       |
| 2018/2019 | Robin Reichardt  |  | 1986/1987 | Richard Vedder    |
| 2017/2018 | Richard Vedder   |  | 1985/1986 | Henk Pruijs       |
| 2016/2017 | Richard Vedder   |  | 1984/1985 | Dick de Graaf     |
| 2015/2016 | Dick de Graaf    |  | 1983/1984 | Arie van Diermen  |
| 2014/2015 | Richard Vedder   |  | 1982/1983 | Dick de Graaf     |
| 2013/2014 | Richard Vedder   |  | 1981/1982 | Henk Pruijs       |
| 2012/2013 | Richard Vedder   |  | 1980/1981 | Dick de Jong      |
| 2011/2012 | Richard Vedder   |  | 1979/1980 | Dick de Jong      |
| 2010/2011 | Richard Vedder   |  | 1978/1979 | Henk Pruijs       |
| 2009/2010 | Dick de Graaf    |  | 1977/1978 | Arie van Diermen  |
| 2008/2009 | Richard Vedder   |  | 1976/1977 | Arie van Diermen  |
| 2007/2008 | Sjoerd Drent     |  | 1975/1976 | Lammert Kok       |
| 2006/2007 | Richard Vedder   |  | 1974/1975 | Henk W. Koelewijn |
| 2005/2006 | Dick de Graaf    |  | 1973/1974 | Henk W. Koelewijn |
| 2004/2005 | Dick de Graaf    |  | 1972/1973 | Klaas Vermeer     |
| 2003/2004 | Sjoerd Drent     |  | 1971/1972 | Henk W. Koelewijn |
| 2002/2003 | Richard Vedder   |  | 1970/1971 | Henk W. Koelewijn |
| 2001/2002 | Richard Vedder   |  | 1969/1970 | Klaas Vermeer     |
| 2000/2001 | Richard Vedder   |  | 1968/1969 | Dick Bos          |
| 1999/2000 | Richard Vedder   |  | 1967/1968 | Lub Bos           |
| 1998/1999 | Richard Vedder   |  | 1966/1967 | Piet Blom         |
| 1997/1998 | Richard Vedder   |  | 1965/1966 | Lub Bos           |
| 1996/1997 | Dick de Graaf    |  | 1964/1965 | Klaas Vermeer     |
| 1995/1996 | Henk Pruijs      |  | 1963/1964 | Abram vd Groep    |
| 1994/1995 | Henk Pruijs      |  | 1962/1963 | Klaas Vermeer     |
| 1993/1994 | Henk Pruijs      |  | 1961/1962 | Klaas Vermeer     |
| 1992/1993 | Henk Pruijs      |  | 1960/1961 | Klaas Vermeer     |
| 1991/1992 | Arie van Diermen |  | 1959/1960 | Lub Bos           |
| 1990/1991 | Richard Vedder   |  | 1958/1959 | Klaas Vermeer     |
| 1989/1990 | Dick de Graaf    |  |           |                   |
| 1988/1989 | Henk Vedder      |  |           |                   |